# مخيم دوميز
مخيم دوميز هو مخيم لللاجئين السوريين الذين قدموا إلى كردستان العراق في عام 2012م من الأحداث التي رافقت الحرب الأهلية السورية التي اندلعت عام 2011م أقيم المخيم حوالي 20 كم جنوب شرقي محافظة دهوك في كردستان العراق.

## التوزيع الديمغرافي
يتألّف مخيم دوميز من 12-13 حيًّا ويحتضن 5,000 أسرة تقريبًا تشمل الأسرة الواحدة منها معدل خمسة أطفال وذلك وفق احصائيات إدارة المخيم لعام 2012م.
في أغسطس 2013م بلغ عدد اللاجئين إليه 55,000 نسمة، ووفقاً لآخر احصائية صرحت بها إدارة المخيم في أواخر عام 2016م انخفض عدد اللاجئين الكلي في المخيم إلى 35,000 نسمة.

## المنظمات الدولية
- اليونسيف، منظمة حقوق الانسان.